# Eleutherodactylus gryllus
Eleutherodactylus gryllus är en groddjursart som beskrevs av Schmidt 1920. Eleutherodactylus gryllus ingår i släktet Eleutherodactylus och familjen Eleutherodactylidae. IUCN kategoriserar arten globalt som starkt hotad. Inga underarter finns listade i Catalogue of Life.